# Bridget Everett
Bridget Everett (Manhattan, 21 de abril de 1972) es una comediante, actriz, cantante, escritora e intérprete de cabaret estadounidense. Ha hecho monólogos cómicos en Inside Amy Schumer en Comedy Central. Everett se ha descrito a sí misma como una «provocadora de cabaret alternativo».

## Infancia y adolescencia
Originaria de Manhattan, Kansas, ha estado actuando en la ciudad de Nueva York durante más de una década. 
Everett es la menor de seis hijos nacidos de Donn James y Frederica 'Freddie' Everett. Sus hermanos son Brinton, Brad, Alice, Brian y Brock. Según Everett en el podcast Amy Schumer presenta: 3 Girls, 1 Keith (episodio 2: "Moms and Stuff"): «Soy de Manhattan, Kansas, la pequeña manzana. Y mi padre fue alcalde en su momento, y luego mi hermano también lo fue muchos años después. Así que somos como los Kennedy de Manhattan, Kansas». También se desempeñó en la Casa del Estado de Kansas.
Su madre era profesora de música y amaba la música. Sus padres se divorciaron oficialmente cuando ella tenía ocho años, pero había estado viviendo separada desde sus primeros años. Su padre, un abogado, no estaba con ella.. 
Creció como nadadora competitiva y participó tanto en coros tradicionales como en coros de espectáculos.
Everett asistió a la Universidad Estatal de Arizona con una beca completa para estudiar música y ópera. Trabajó en el negocio de restaurantes durante 25 años antes de que finalmente pudiera dejarlo a principios de 2015.
Su padre falleció en 2007.

## Carrera
Everett conoció a Amy Schumer en el festival de comedia Just for Laughs en 2009. Everett ha estado abriendo regularmente para Schumer en sus giras de comedia desde 2012 hasta el presente. Everett incluso ha eclipsado a Schumer, y luego ha llevado a Schumer a querer que Everett se acerque a ella, según Schumer en su nuevo podcast.
Everett a menudo se presenta con su banda, The Tender Moments, que incluye a Adam "Ad-Rock" Horovitz de los Beastie Boys y Carmine Covelli de The Julie Ruin. En octubre de 2013, Everett y Horovitz se presentaron en un programa llamado Rock Bottom que ambos escribieron junto con los compositores de Hairspray Marc Shaiman y Scott Wittman. Rock Bottom le ganó a Everett la Mención Especial de los Premios Obie 2015 presentada por el American Theater Wing. En 2013, Bridget Everett y The Tender Moments lanzaron un álbum con doce temas titulado Pound It!
También ha actuado con Brad Williams en un espectáculo llamado de Down n Dirty (organizado por Broad City ' Abbi Jacobson y Ilana Glazer) en el Bonnaroo Music Festival 2014. 
Bridget realizó un dúo de Me and Bobby McGee con Patti LuPone en el Carnegie Hall.
El primer especial de televisión de una hora de Everett, Bridget Everett: Gynecological Wonder, se estrenó en Comedy Central en 2015. En ella, interpreta su habitual marca de cabaret de comedia. 
El 1 de agosto de 2017, Everett recibió una gran ovación por su actuación de karaoke " Piece of My Heart " en The Tonight Show Starring Jimmy Fallon . El 3 de enero de 2018, The Tonight Show transmitió una repetición de Everett interpretando "Piece of My Heart". 

## Discografía
Todos los lanzamientos son con The Tender Moments y todos los formatos son de descarga y transmisión. 

### Álbumes
- 2013: Pound It (Beavertails Music)
- 2015: Gynecological Wonder (Comedy Partners)

### Individual
- 2013: Titties
- 2013: What I Gotta Do? (Dirty Version)
- 2016: Eat It
- 2017: Pussy Grabs Back (All proceeds go to Planned Parenthood, download only.)[17]

### Videos caseros
- 2015: Gynecological Wonder (Comedy Central)

### Colaboraciones
- 2014: Champagne Jerry : For Real, You Guys - 3 canciones: More Wet, Aspirbations Skit (feat. Adam Horovitz y Bridget Everett) y Just Wake Up (voz)
- 2015: The Dan Band : The Wedding Album - canción: Making Love Forever (voz y compositor)
- 2016: Champagne Jerry: The Champagne Room - canción: One Talent (feat. Bridget Everett, Murray Hill, Erin Markey, Larry Krone, Jim Andralis y el Champagne Club) (voz)
- 2016: Jim Andralis y Bridget Everett: Hit the Ground Fuckin ' - Single (coros)

## Filmografía

### Película
| Año  | Título                       | Papel                   | Notas |
| ---- | ---------------------------- | ----------------------- | --- |
| 2008 | Sex and the City             | Chica borracha fiestera | |
| 2012 | Gayby                        | Bridget                 | |
| 2014 | Are You Joking?              | Camarera                | |
| 2014 | The Opposite Sex             | Stella                  | |
| 2015 | Trainwreck                   | Kat                     | |
| 2017 | Patti Cake$                  | Lengüeta                | - Ganador - Mejor actriz de reparto: Premio The Lost Weekend de Film Club - También la canción de los artistas Kiss Me Deadly |
| 2017 | Fun Mom Dinner               | Melanie                 | |
| 2017 | Permission                   | Charlie                 | |
| 2017 | Little Evil                  | Alabama                 | |
| TBA  | Breaking News in Yuba County |                         | Post-producción |

### Televisión
| Año       | Título                                   | Función                         | Notas/de episodios |
| --------- | ---------------------------------------- | ------------------------------- | --- |
| 2009      | Jeffery & Cole Casserole                 | Ella                            | cabaret Acto |
| 2012      | Funny As Hell                            | Ella - Comedian                 | Episodio 2.8, posición-arriba intérprete/de escritor, un espectáculo de comedia canadiense con 3 estaciones, el cual empezó en 2011                            |
| 2012      | 2 Broke Girls                            | Shonda                          | Episodio 1.18: Y el-Posiciones de Noche |
| 2012      | She's Living for This                    | Huésped musical                 | Episodio 1.5: La Bianca Del Rio Episodio |
| 2013-2016 | Inside Amy Schumer                       | Ella/Varios                     | 10 episodios, también actúa canciones originales al final de primeras 3 estaciones                                                                             |
| 2015      | The Late Late Show with Craig Ferguson   | Ella - Huésped Musical/Sidekick | 2 episodios |
| 2015      | The Bachelorette                         | Ella - Comedian                 | Episodio 11.3 |
| 2015      | CollegeHumor's Comedy Music Hall of Fame | Ella                            | La televisión Especial |
| 2015      | Bridget Everett: Gynecological Wonder    | Ella                            | Posición-arriba de Especial, también escritor/productor ejecutivo                                                                                              |
| 2015      | The Meltdown with Jonah and Kumail       | Ella - Huésped                  | Episodio 2.4: El con el Beso |
| 2015      | Difficult People                         | Bridget Everett                 | Episodio 1.3: Semana de Promesa |
| 2015      | Park Bench with Steve Buscemi            | Ella - Huésped                  | Episodio 25.12: Todo En |
| 2015      | The Nightly Show with Larry Wilmore      | Ella - Panelist                 | Episodio 2.22: Ricky Velez vs Acción & de Clima del Virgilio                                                                                                   |
| 2016      | Girls                                    | Bebe                            | Episodio 5.1: Día de boda |
| 2016      | Party Legends                            | Ella                            | Episodio 1.3: Soy I en el Morgue? |
| 2016      | Not Safe with Nikki Glaser               | Ella                            | 2 episodios |
| 2016      | @midnight                                | Ella - Contestant               | Episodio 4.27: 17 de noviembre de 2016 |
| 2016      | Harry                                    | Ella - Huésped                  | Episodio 1.64: segmento - Mantenerse en pie, Sienta con Comedian Bridget Everett                                                                               |
| 2016      | Joe's Pub Presents: A Holiday Special    | Ella                            | IFC La televisión Especial |
| 2016-2017 | Lady Dynamite                            | Dagmar                          | 12 episodios |
| 2017      | Saving a Legend                          | Alice Dugan                     | Piloto |
| 2017      | Amy Schumer: The Leather Special         | Especial Gracias                | Función no suplente |
| 2017      | Full Frontal with Samantha Bee           | Ella                            | Episodio 2.7: No los Corresponsales de Casa Blancos' Cena |
| 2017      | Today                                    | Ella - Huésped                  | Episodio: 1 de agosto de 2017 |
| 2017      | Larry King Now                           | Ella - Huésped                  | Episodio 5.151: Bridget Everett |
| 2017      | Good Morning America                     | Ella - Huésped                  | Episodio: 14 de agosto de 2017 |
| 2017-     | Love You More                            | Karen Más                       | Piloto de amazona, también escritor, coproductor ejecutivo y actúa canción original Titties                                                                    |
| 2017      | No Activity                              | Agente especial Bonnie Lehman   | Episodio 1.5: Época dorada de Túneles |
| 2017      | The Wendy Williams Show                  | Ella - Huésped                  | Episodio 10.63: 15 de diciembre de 2017 |
| 2017-2018 | OK! TV                                   | Ella - Huésped                  | 3 episodios |
| 2017-2018 | The Tonight Show Starring Jimmy Fallon   | Ella - Huésped/Huésped Musical  | 3 episodios, actuó la Pieza de canciones de Mi Corazón, El Subir, y sus originales Qué I Gotta Hacer para Conseguir Que D en Mi Boca, la canción de la amapola |
| 2017-2018 | Watch What Happens Live                  | Ella - Huésped                  | 5 episodios |
| 2018      | Another Period                           | Señora Slagsby                  | Episodio 3.9: Poco Huérfano Garfield |
| 2018      | Camping                                  | Harry                           | Episodio 1.1, recurring función |
| 2019      | Twelve Forever                           | Judy (Voz)                      | Recurring Función |
| 2019      | Unbelievable                             | Colleen                         | |
| 2022      | Somebody Somewhere                       | Sam                             | Protagonista y productora ejecutiva |

### Videos musicales
| Año  | Artista                                | Canción           | Papel                   |
| ---- | -------------------------------------- | ----------------- | ----------------------- |
| 2014 | Bridget Everett and the Tender Moments | What I Gotta Do   | Protagonista            |
| 2014 | Bridget Everett and the Tender Moments | Titties           | Protagonista            |
| 2015 | Jon Spencer Blues Explosion            | Betty Vs The NYPD | Alineado sospechoso # 4 |

### Videojuegos
| Año  | Título             | Papel                           |
| ---- | ------------------ | ------------------------------- |
| 2013 | Grand Theft Auto V | captura de movimiento adicional |

## Escenario
| Año                          | Título                                                     | Notas |
| ---------------------------- | ---------------------------------------------------------- | --- |
| 2007                         | At Least It's Pink: A Trashy Little Show                   | escrito por Everett, Michael Patrick King y Kenny Mellman ; Música original y letra de Kenny Mellman y Everett, dirigida por Michael Patrick King |
| 2009                         | Miss Fag Hag Pageant                                       | con Kenny Mellman |
| 2009-2012                    | Our Hit Parade                                             | video |
| 2009, 2010, 2013, 2015, 2018 | Just for Laughs                                            | festival de comedia en Chicago y Montreal |
| 2011                         | Carlos Cañedo Is Filling Gaps                              | con Adam Horovitz y Bridget Everett, sede: Asamblea Pública, Brooklyn                                                                             |
| 2012 – presente              | Amy Schumer comedy tours                                   | acto de apertura / cierre |
| 2013                         | Bridget Everett's Rock Bottom                              | lugar: Joe's Pub |
| 2013                         | Outside Lands Music and Arts Festival                      | lugar: el escenario de Barbary |
| 2014                         | SF Sketchfest                                              | con Dave Hill |
| 2014                         | Festival Supreme                                           | video |
| 2014                         | Down n Dirty                                               | con Brad Williams en el Festival de Música Bonnaroo                                                                                               |
| 2015                         | The Lilly Awards                                           | Espectáculo de cabaret de Broadway en The Cutting Room, video                                                                                     |
| 2016                         | Bridget Everett and the Tender Moments: Pound It Fall Tour | Fechas 2017-18 agregadas más tarde |
| 2018                         | Cal Jam                                                    | Festival de Música |